# Novičicha
Novičicha (in russo Новичиха?) è un villaggio del settore meridionale della Siberia Occidentale situato nel Territorio dell'Altaj,  in Russia. È il centro amministrativo del distretto  Novičichinskij. 
La località si trova a sud-ovest della capitale Barnaul. 